# Charu Majumdar
Charu Majumdar (Bengalí: চারু মজুমদার) fue un político y revolucionario indio. Fundador y  líder del Partido Comunista de la India (Marxista-Leninista). Teórico e ideólogo del maoísmo.